# Yann Matias
Yann Matias Marques (* 12. November 1996) ist ein luxemburgischer Fußballspieler mit portugiesischen Wurzeln, der seit Januar 2025 bei der US Bad Mondorf in der BGL Ligue unter Vertrag steht.

## Karriere

### Nachwuchs
Bis 2015 spielte Yann Matias Marques in der Jugend von Sporting Bettemburg und des F91 Düdelingen.

### Aktivenbereich
In der Winterpause 2015/16 wechselte er leihweise zum damaligen Zweitligisten Union Titus Petingen, mit dem er die Saison als Aufsteiger in die BGL Ligue beendete. Im Sommer 2017 unterschrieb er dann einen Vertrag beim Ligarivalen Progres Niederkorn. Wegen mangelnder Einsatzzeiten wurde er dann im Januar 2022 an Ligarivale US Bad Mondorf abgegeben. Dort absolvierte der Verteidiger bis zum Saisonende 15 Ligaspiele und erzielte dabei zwei Treffer. Anderthalb Jahre später wechselte Matias weiter zum amtierenden Meister Swift Hesperingen. Nachdem er bei Swift nur sporadisch eingesetzt wurde, kehrte er im Januar 2025 nach Bad Mondorf zurück.

### Nationalmannschaft
Am 1. September 2017 spielte er erstmals für die U-21 von Luxemburg. Insgesamt absolvierte er in dieser Auswahl sechs Partien, ein Tor gelang ihm dabei nicht. Bisher bestritt er noch kein Spiel für die A-Nationalmannschaft, stand aber schon mehrmals im Kader. Bei einem WM-Qualifikationsspiel gegen Frankreich am 25. März 2017 saß er ebenso auf der Ersatzbank wie drei Tage später beim Test gegen die kapverdische Nationalmannschaft.